# Viaticum (album)
Viaticum è stato pubblicato nel 2005, e fu premiato, nello stesso anno, con il Grammy svedese come il miglior album jazz dell'anno. Ha raggiunto il quinto posto nella classifica degli album svedese.

## Brani
1. "Tide of Trepidation" - 7:12
2. "Eighty-Eight Days in My Veins" - 8:22
3. "The Well-Wisher" - 3:47
4. "The Unstable Table & The Infamous Fable" - 8:32
5. "Viaticum" - 6:51
6. "In the Tail of Her Eye" - 6:55
7. "Letter from the Leviathan" - 6:56
8. "A Picture of Doris Travelling with Boris" - 5:40
9. "What Though the Way May Be Long" - 6:20

## Formazione
- Esbjörn Svensson - pianoforte
- Dan Berglund - contrabbasso
- Magnus Öström - batteria

## Viaticum Platinum - Limited Edition
Viaticum Platinum - Limited Edition è stato pubblicato qualche mese dopo Viaticum, e contiene un secondo CD (E.S.T. live in Berlin) con 3 brani tratti, appunto, da Viaticum. In più contiene (sempre dallo stesso live) "The Rube Thing", dal CD E.S.T. Live '95 e All The Beauty She Left Behind (quest'ultima, invece, è inedita).

## Brani

### Brani disco 1
1. "Tide of Trepidation" - 7:12
2. "Eighty-Eight Days in My Veins" - 8:22
3. "The Well-Wisher" - 3:47
4. "The Unstable Table & The Infamous Fable" - 8:32
5. "Viaticum" - 6:51
6. "In the Tail of Her Eye" - 6:55
7. "Letter from the Leviathan" - 6:56
8. "A Picture of Doris Travelling with Boris" - 5:40
9. "What Though the Way May Be Long" - 6:20

### Brani disco 2
1. "A Picture of Doris Travelling with Boris" - 5:40
2. "The Unstable Table & The Infamous Fable" - 8:32
3. "In the Tail of Her Eye" - 6:55
4. The Rube Thing - 13:29
5. All The Beauty She Left Behind - 8:08

## Formazione
- Esbjörn Svensson - pianoforte
- Dan Berglund - contrabbasso
- Magnus Öström - batteria